# Andrés Santa Cruz López
Andrés Pedro Santa Cruz López (11 de abril de 1957) es un empresario y dirigente gremial chileno. Fue presidente de la Sociedad Nacional de Agricultura (SNA) y de la Confederación de la Producción y del Comercio (CPC).

## Familia y estudios
Nació del matrimonio conformado por el dirigente democratacristiano Andrés Santa Cruz Serrano y Mercedes López Latorre, nieta del almirante de la Guerra del Pacífico, Juan José Latorre.
Realizó sus estudios en el Saint George's College de la capital chilena y luego en la Pontificia Universidad Católica, donde cursó ingeniería comercial, carrera que abandonó para hacerse cargo de la propiedad familiar, el fundo Peñaflor Viejo, situado en Cumpeo, Región del Maule.
Casado con María del Pilar Marín Paul, es padre de siete hijos: Andrés, Juan Pablo, Daniel, Nicolás, Pilar, Trinidad y Magdalena.

## Carrera empresarial y pública
El 9 de julio de 1977 fue uno de los 77 participantes del acto de Chacarillas, una concentración de jóvenes en demostración de apoyo a la dictadura militar.
Se incorporó como socio de la Sociedad Nacional de Agricultura (SNA) en 1978 y ese mismo año se integró como miembro del directorio de la Escuela Agrícola de Molina, administrada por la Corporación Educacional del gremio. En 1989 asumió como presidente del consejo de ese establecimiento y, simultáneamente junto a otros dirigentes agrícolas, formó el Consorcio Agrícola del Centro (Cacen).
Bajo los dos mandatos de Ernesto Correa al frente de la SNA, desde abril de 1993 a igual mes de 1997, se desempeñó como vicepresidente de la entidad. Asumió la presidencia del gremio luego del nombramiento de Ricardo Ariztía como presidente de la Confederación de la Producción y del Comercio (CPC). Dejó el cargo en 2005.
Formó parte del grupo de profesionales y técnicos que trabajaron en el diseño del programa del candidato de la centroderecha, Sebastián Piñera, quien fue elegido presidente de Chile para el periodo 2010-2014.
A comienzos de 2013 se alzó como el candidato de consenso de las ramas de la CPC para ejercer su presidencia. Asumió el cargo en marzo de ese año, y lo abandonó el mismo mes de 2015.
En abril de 2015 asumió como presidente del directorio de Puertos y Logística SA (Pulogsa), el holding portuario controlado por las familias Matte (71 %) y Angelini (23 %).